# Dishonored 2: Das Vermächtnis der Maske
Dishonored 2: Das Vermächtnis der Maske ist ein Stealth-Action-Adventure des französischen Entwicklers Arkane Studios, publiziert von Bethesda Softworks. Es erschien weltweit am 11. November 2016 für Windows-PCs, Xbox One und PlayStation 4.
Bei dem Spiel handelt es sich um den Nachfolger des 2012 erschienenen Dishonored: Die Maske des Zorns. Fünfzehn Jahre nach den dortigen Geschehen schlüpft man als Spieler erneut in die Rolle des „Kaiserlichen Schutzherrn“ Corvo Attano oder wahlweise in die Rolle seiner Tochter, der inzwischen erwachsenen Kaiserin Emily Kaldwin, um die Hintergründe eines Putsches aufzudecken und diesen zu beenden.

## Handlung
Dishonored 2 ist in derselben fiktiven Welt angesiedelt wie der Vorgänger Dishonored: Die Maske des Zorns, die Steampunkelemente aufweist und sich in einer frühen Phase der Industrialisierung im 19. Jahrhundert befindet. Schauplatz des Geschehens ist das Kaiserreich der Inseln, ein eher lockerer Zusammenschluss faktisch unabhängiger Adelsherrschaften, die aber unter der formalen Oberhoheit des Kaisers bzw. der Kaiserin in Dunwall stehen. Bekannt ist zudem ein großer, weit entfernter Kontinent namens Pandyssien.
Die Handlung beginnt 15 Jahre nach dem Ende des ersten Teils. Die im ersten Teil als Kind agierende Emily Kaldwin ist inzwischen Mitte 20 und regiert als Kaiserin, unterstützt von ihrem Vater, dem kaiserlichen Schutzherrn und Attentäter Corvo Attano. In der Hauptstadt Dunwall bringt ein Mörder, der als Kronenmeuchler bezeichnet wird, Gegner der Kaiserin um, weshalb sie im Verdacht steht, hinter den Attentaten zu stecken. Bei der Ankunft des Herzogs Abele von Serkonos, der südlichsten Hauptinsel des Kaiserreichs, findet ein Staatsstreich gegen Emily statt. Unterstützt von Verschwörern am Hof und in der Garde sowie dem Herzog von Serkonos wird Emily abgesetzt; stattdessen besteigt eine Frau namens Delilah den Thron, die behauptet, Emilys Tante aus einer unehelichen Verbindung des alten Kaisers (Emilys Großvater) zu sein.
Dem Spieler steht es kurz nach Beginn des Spiels frei, entweder als Corvo oder Emily das Spiel zu bestreiten; der jeweils andere Charakter steht bis zum Ende nicht mehr zur Verfügung. Der Spieler muss nun die Hintergründe der Verschwörung und die Vergangenheit von Delilah aufdecken, die offenbar übernatürliche Kräfte besitzt und unsterblich ist. Zu diesem Zweck reist man nach Karnaca, der Hauptstadt von Serkonos und Heimat Corvos, wo die Verschwörung anscheinend ihren Anfang nahm. Nach und nach werden in insgesamt neun Kapiteln immer größere Teile der Vorgeschichte aufgedeckt. Dazu gehören die Identität des Kronenmeuchlers, die Pläne des Herzogs Abele, die Vergangenheit Delilahs und der Ursprung ihrer Kräfte. In diesem Zusammenhang muss der Spieler verschiedene Orte infiltrieren, Hinweise finden und Vertrauenspersonen des Herzogs ausschalten. Herzog Abele herrscht tyrannisch über Serkonos und lässt die einst blühende Hafenstadt Karnaca verfallen. Er wird aber nicht nur von der eigenen Garde, sondern auch von mechanischen Soldaten geschützt, die der geniale Erfinder und Mitverschwörer Kirin Jindosh in seinem Auftrag konstruiert hat.
Unterstützt wird der Spieler nur indirekt, so durch Megan Foster, die bei der Flucht nach Karnaca hilft, aber selbst ein Geheimnis aus ihrer Vergangenheit hütet. Der Spieler hat zudem die Option, mit übernatürlichen Mitteln zu agieren. Diese kann er im Verlauf des Spiels erweitern, insofern er die entsprechenden Hilfsmittel (als Runen und Artefakte bezeichnet) aufspürt und in seinen Besitz bringt.
Grundsätzlich stehen dem Spieler bei seinem Vorgehen mehrere Möglichkeiten zur Auswahl. Er kann schleichend (auf verschiedenen Pfaden) und mit möglichst wenig Gewalt agieren – oder aber aggressiv gegen die Feinde vorgehen und sie töten. Allerdings lösen Sichtungen des Spielers Alarme aus, die weitere Gegner in die Umgebung führen; des Weiteren reagieren Feinde beispielsweise auf gefundene Leichen. Je mehr Gewalt der Spieler einsetzt, desto höher steigt der sogenannte Chaos-Level an, was sich auf das Ende des Spiels auswirkt. Es ist möglich, das Spiel zu beenden, ohne jemals entdeckt oder einen Menschen getötet zu haben, was ein Ende mit niedrigem Chaosfaktor bedeutet.

## Charaktere und Sprecher

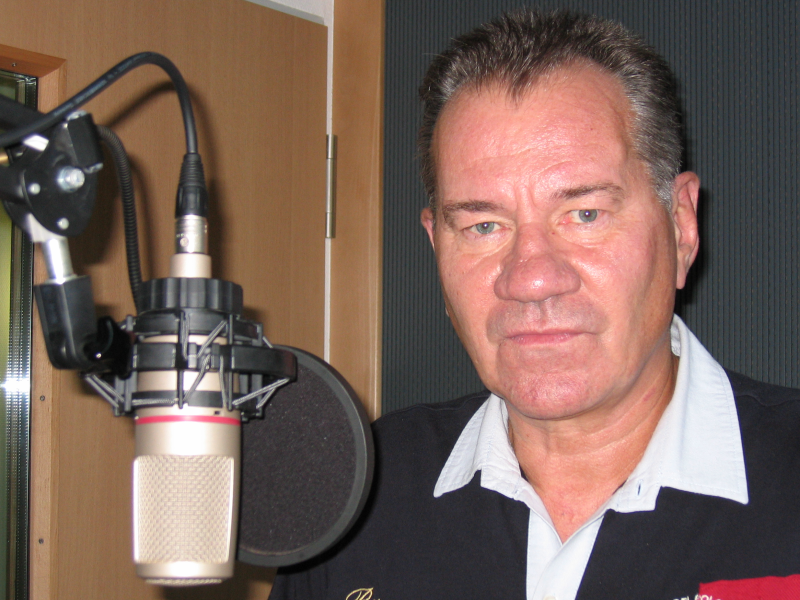
Manfred Lehmann lieh dem kaiserlichen Schutzherrn Corvo Attano in der deutschen Fassung seine Stimme.

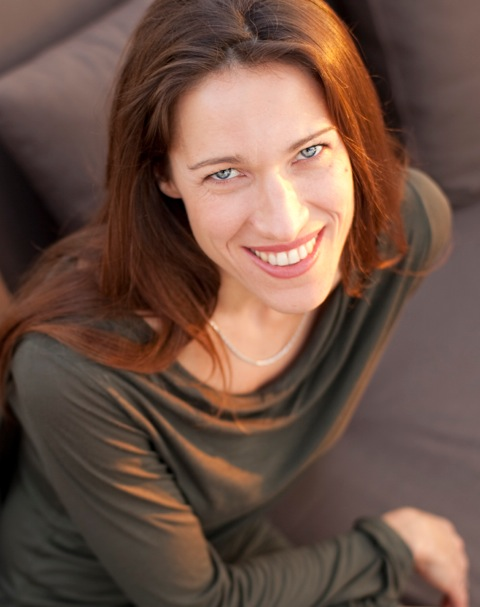
Claudia Urbschat-Mingues übernahm erneut die Rolle der verstorbenen Kaiserin Jessamine Kaldwin.

Für die deutsche Synchronisation wurden unter anderem Manfred Lehmann (als Corvo Attano), Lehmanns Tochter Dascha Lehmann (als Emily Kaldwin), Hans-Georg Panczak (als Kirin Jindosh) und Kim Hasper (als der Outsider) verpflichtet. An den Synchronarbeiten, die rund 32.000 Dialogzeilen umfassen, waren 55 Synchronsprecher beteiligt.
| Rolle                       | Englischer Sprecher | Deutscher Sprecher       | Beschreibung |
| --------------------------- | ------------------- | ------------------------ | --- |
| Corvo Attano                | Stephen Russell     | Manfred Lehmann          | Möglicher Spielbarer Charakter, Kaiserlicher Schutzherr und Attentäter, der zur Zeit der Seuche als Mörder der Kaiserin Jessamine Kaldwin beschuldigt und verurteilt worden war.                                                                    |
| Emily Kaldwin               | Erica Luttrell      | Dascha Lehmann           | Möglicher Spielbarer Charakter und Kaiserin von Dunwall, die zu Beginn einem Staatsstreich zum Opfer fällt und als Kaiserin abgesetzt wird. |
| Herzog Luca Abele           | Vincent D’Onofrio   | Jürgen Holdorf           | Antagonist; Herzog der südlichen Hauptinsel Serkonos, der äußerst skrupellos über sein Volk regiert und maßgeblich am Staatsstreich und der Absetzung von Emily Kaldwin als Kaiserin beteiligt ist.                                                 |
| Delilah Copperspoon         | Erin Cottrell       | Eva Michaelis            | Hauptantagonistin und Anführerin der Brigmore Witches, die von Daud zur Strecke gebracht wurde, jedoch vom Outsider gerettet und anschließend wiederauferstanden ist und sich nun den Thron und Titel als Kaiserin gewaltsam aneignen will.         |
| Der Outsider                | Robin Lord Taylor   | Kim Hasper               | übernatürliche Wesenheit, die Corvo oder Emily zur Nutzung magischer Kräfte befähigt und zudem das Verhalten des Spielers kommentiert. |
| Meagan Foster / Billie Lurk | Rosario Dawson      | Christine Pappert        | Bootsfrau, Begleiterin und Helferin von Corvo oder Emily. Sie war während der Geschehnisse des ersten Teils Mitglied der Attentäter sowie die rechte Hand von Daud.                                                                                 |
| Anton Sokolov               | Roger L. Jackson    | Henry König              | Künstler, Wissenschaftler und Erfinder, der das Elixier gegen die Seuche erfand und von Corvo am Ende des ersten Teils gerettet wurde. Er steht Corvo oder Emily während des gesamten Spiels zur Seite und hilft ihnen bei ihren Zielen und Plänen. |
| Jessamine Kaldwin           | April Stewart       | Claudia Urbschat-Mingues | Verstorbene Kaiserin, die zu Beginn des ersten Teils einem Mordanschlag zum Opfer fiel. Zu Beginn des Spiels wird ihr 15-jähriger Todestag gefeiert.                                                                                                |
| Kirin Jindosh               | John Gegenhuber     | Hans-Georg Panczak       | Erfinder und Wissenschaftler, der maßgeblich die Technologie und Armee in Karnaca erfand und voranbrachte. |
| Mortimer Ramsey             | Sam Rockwell        | Andreas Otto             | Mitglied der Stadtwache, der sich am Staatsteich beteiligt und Loyalität gegenüber Delilah und Herzog Abele zeigt. |
| Vize-Aufseher Liam Byrne    | Jamie Hector        | André Beyer              | Mitglied des Jedermannsordens und Vize-Aufseher von Karnaca. |
| Paolo                       | Pedro Pascal        | Ole Jacobsen             | Anführer der Heuler-Gang, der magische Fähigkeiten besitzt und eine Art von Unsterblichkeit erreichte. |
| Dr. Alexandria Hypatia      | Jessica Straus      | Kristina von Weltzien    | Doktorin und Chefalchemistin des Addermire Institut sowie Erfinderin von Mana-Elixieren. |
| Breanna Ashworth            | Melendy Britt       | Dagmar Dreke             | Sekundäre Antagonistin und eng Verbündete Hexe und Vertraute von Delilah. |
| Mindy Blanchard             | Betsy Moore         | Meike Schmidt            | Führendes Mitglied der Heuler-Gang. Sie kann den Protagonisten nach Abschließen einer Nebenaufgabe helfen, in ein bestimmtes Gebiet einzudringen.                                                                                                   |
| Aramis Stilton              | Richard Cansino     | Achim Buch               | Minen-Baron, der die Wiederauferstehung Delilahs miterlebte und anschließend in seinem Haus wahnsinnig wurde. |
| Alexi Mayhew                | Anna Vocino         | Tanja Geke               | Hauptmann der Stadtwache und Verbündete von Corvo und Emily. |
| Daud                        | Michael Madsen      | Mario Hassert            | Auftragsattentäter und Mörder der ehemaligen Kaiserin Jessamine Kaldwin. Seine Stimme ist während des Spiels kurz auf einem Audiograph zu hören. |

## Rezeption
Die Erwartungen im Vorfeld der Veröffentlichung waren hoch, wie die Reaktionen auf der Electronic Entertainment Expo 2016 und in diesem Zusammenhang die Nominierungen für die Game Critics Awards zeigen. Die Rezeption des Spiels nach Veröffentlichung ist insgesamt sehr positiv. So wurden in verschiedenen Besprechungen die Gestaltung der Spielwelt, das verbesserte Gegnerverhalten, die Erzählung der Geschichte mit glaubwürdigen Charakteren und die spielerischen Möglichkeiten gelobt.
Dishonored 2 setzt auf eine neue Grafikengine namens Void-Engine, die die Vorgängerversion (Unreal Engine 3) ersetzt und auf einer modifizierten Id-Tech-Engine basiert. Die PC-Version von Dishonored 2 wurde allerdings aufgrund teils starker Performanceprobleme auch auf leistungsstarken PCs kritisiert, worunter der Spielfluss bisweilen erheblich leidet. Ein entsprechender Patch wurde unmittelbar angekündigt, doch hat dies in einzelnen Tests zu einer deutlichen Abwertung im Vergleich zur Konsolenversion geführt. Zwei in den ersten Wochen nach Release veröffentlichte Betapatches scheinen aber Verbesserungen erzielt zu haben.